# Brain Island
Brain Island ist eine Insel auf der Nordseite des Husvik Harbour an der Nordküste Südgeorgiens.
Wissenschaftler der britischen Discovery Investigations kartierten und benannten die Insel im Jahr 1928. Der Benennungshintergrund ist nicht überliefert.